# Notre-Dame-de-l’Assomption (Haravilliers)

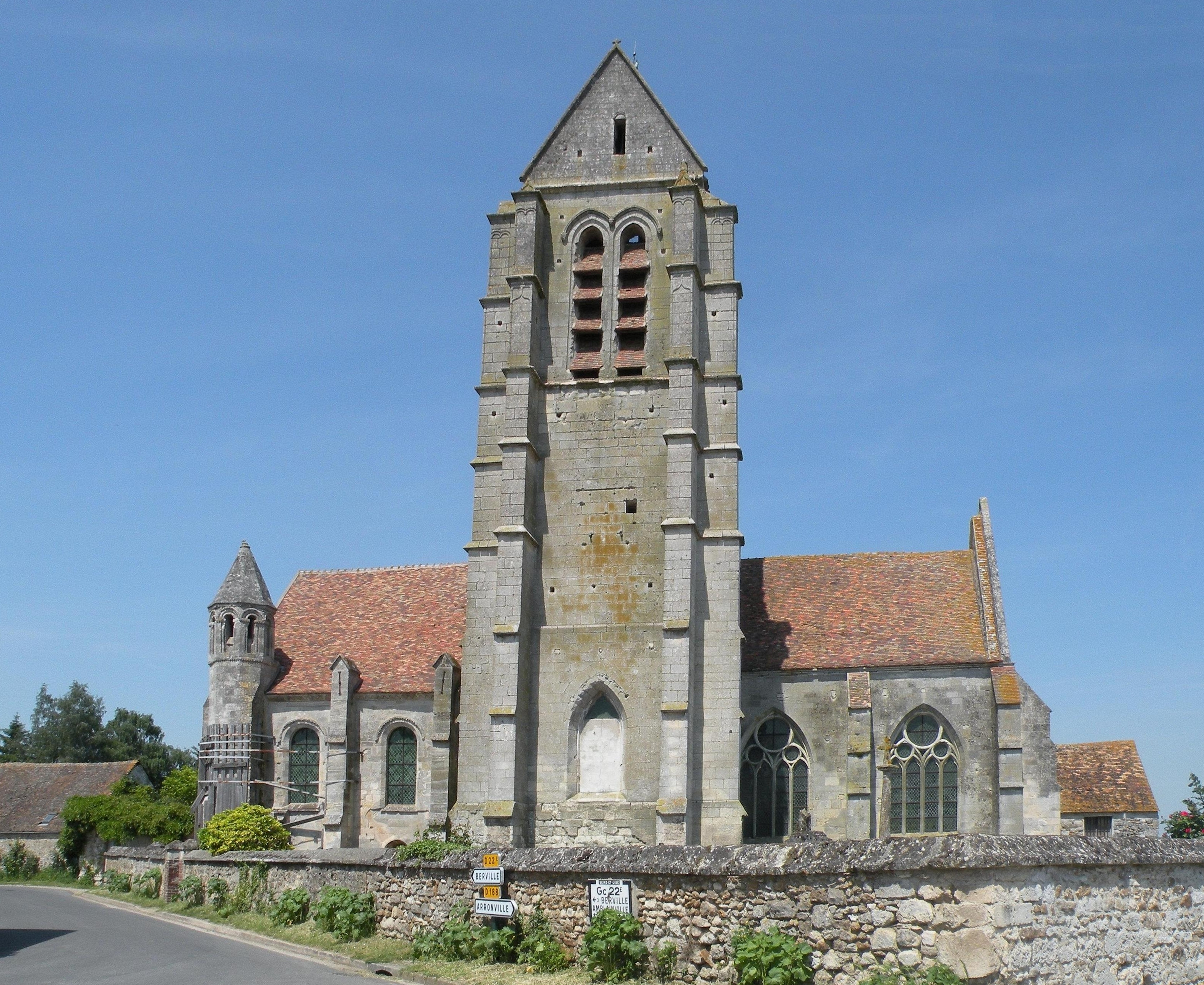
Kirche Notre-Dame-de-l’Assomption

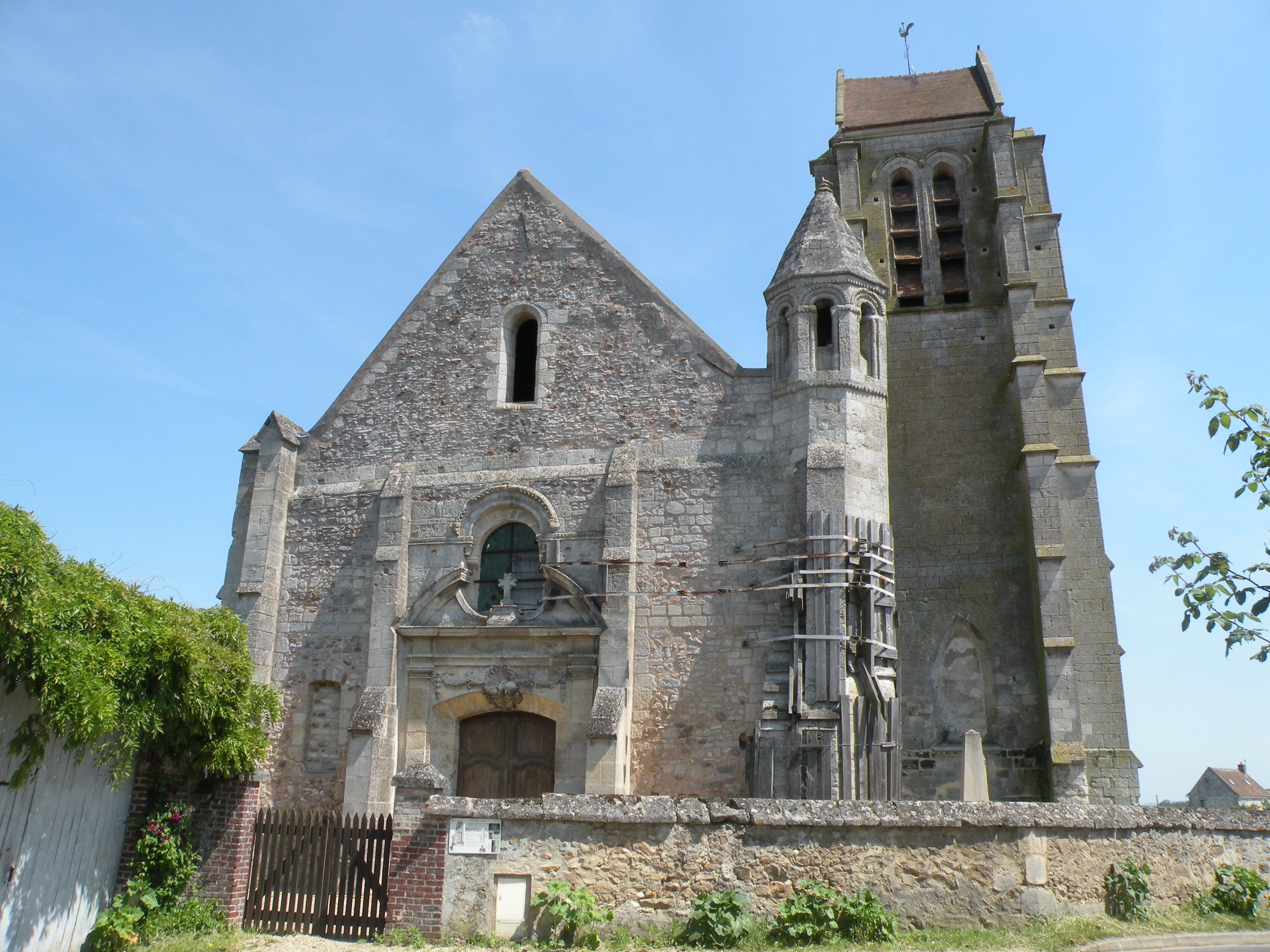
Portal und Turm

Die römisch-katholische Kirche Notre-Dame-de-l’Assomption (Maria Himmelfahrt) in Haravilliers, einer französischen Gemeinde im Département Val-d’Oise in der Region Île-de-France, wurde ab dem 12. Jahrhundert errichtet. Das Bauwerk steht seit 1915 als Monument historique auf der Liste der Baudenkmäler in Frankreich.

## Beschreibung
Die Kirche wurde ab der ersten Hälfte des 12. Jahrhunderts errichtet. Aus dieser Zeit stammt der romanische Treppenturm an der Südwestecke, der von einer reich geschmückten Laterne bedeckt wird. In den folgenden Jahrhunderten wurden sehr viele Veränderungen vorgenommen, sodass die heutige Kirche eine Stilmischung von der Spätromanik bis zur Spätgotik bildet.

## Ausstattung
Die Kirche besitzt sieben Ausstattungsstücke, die als „mobilier classés monuments historiques au titre des objets“ auf der Denkmalliste stehen:
- eine steinerne Pietà aus dem 15. Jahrhundert[2]
- eine Gruppe mit der hl. Anna und Maria aus dem letzten Viertel des 15. Jahrhunderts, sie wurde am 25. Januar 1964 gestohlen[3]
- eine Holzskulptur des hl. Rochus aus dem 16. Jahrhundert[4]
- eine polychrome Steinskulptur der Madonna mit Kind aus dem Ende des 17. Jahrhunderts[5]
- eine polychrome Steinskulptur des hl. Joseph aus der Zeit um 1800[6]
- ein Altar mit einem Tabernakel und einem Retabel aus Holz und Stuck aus dem ersten Viertel des 18. Jahrhunderts[7]
- eine Grabplatte für Bartholomé N…, Pfarrer in Haravilliers, der 1366 starb[8]